# زايباتسو

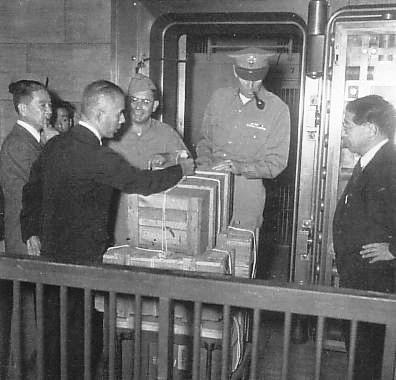
الجيش الأمريكي يضبط عائدات مالية تعود لأحد الشركات التي تتقيد بقوانين زايباتسو سنة 1946

زايباتسو (باليابانية: 財閥) هي التسمية التي تطلق على التجمعات التي تضم الشركات اليابانية.
ظهرت هذه المجموعات في بداية فترة مييجي (1868 م)، وحملت معها نظام العشائر والالتزام بالتقاليد العائلية، التقيد بالنظام الهرمي، والعمل الجماعي تمثل كلها المبادئ والقيم التي يتوجب السير عليها لضمان استمرارية هذه المجموعات. تتميز تجمعات الشركات هذه بغلبة الروابط العائلية على مجالس إداراتها، على الرغم من أن الإدارة الفعلية تقع على عاتق البانتون وهم الأشخاص الذين توكل لهم مهمة تسيير الشؤون اليومية لهذه الشركات.
تقوم مجموعة من العشائر العائلية بالتحكم في الزايباتسو، وتتم العملية عن طريق شركات قابضة، يتم فيها تحديد مساهمة كل عشيرة. تملك كل عشيرة قوانين أخلاقية تجارية وعقابية خاصة بها، وتعتبر «مبادئ السلف» التي قامت عليها "ميتسوئي"، من أهم تجمعات «زايباتسو» في بداية القرن العشرين، مثالا على هذه القوانين. تضع هذه المبادئ المتمثلة في إحدى عشر نقطة، أسس التدرج في علاقات العمل حسب نظام عسكري صارم، يتوجب على المستخدمين الانصياع وإبداء الطاعة المطلقة لمرؤوسيهم.
أهم ميزة في هذه المجموعات هو جمعها بين القوة الاقتصادية والتأثير السياسي. فمجموعة ميتسوئي تسيطر على مراكز اتخاذ القرار في الحزب اللبرالي الحاكم في اليابان، وهذا التقليد مستمر منذ سنوات العشرينيات. إن تداخل العلاقات بين السياسيين ورجال إدارة هذه الشركات العملاقة، يمكن أن يقدم لنا تفسيرا معقولا عن سبب تسامح الحكومة مع التجاوزات المالية لهذه المجموعات. إن الإعفاء الضريبي وإمكانية التحكم في سيولة القروض البنكية هي عوامل ساهمت في حالة الرخاء التي تعرفها.
وضعت الحرب العالمية الثانية حدا للتوسع هذه المجموعات، إلا أن الزايباتسو سرعان ما استعادت حيويتها بعد نهاية الحرب، عرفت هيكلتها الداخلية تغيرات جديدة، فلم تعد العائلات الكبيرة تتحكم فيها كما في السابق، شيئا فشيئا أخذت تستعيد مكانتها وعادت للتتابع مهمتها حسب النظام الذي كان معمولا في بداية القرن.
الزايباتسو تمثل قبل كل شيء نظامًا مصرفيًا رأسماليًا، نظرا لتملكها لهياكل بنكية خاصة، تجمع بين النشاطات المالية، التجارية والصناعية. تعتبر شركة ميتسوبيشي أحسن مثال على هذه المجموعات.